# 錫泰基
錫泰基是非洲南部國家斯威士蘭的城鎮，由盧邦博負責管轄，位於該國東北部萊邦博山以西，海拔高度619米，瘧疾在該鎮肆虐，1997年人口4,157。
26°27′S 31°57′E / 26.450°S 31.950°E